# Procès du grand complot
Le Procès du grand complot est un procès d'assises qui connut un important écho politique et médiatique en Belgique, à la fin du XIXe siècle.
Il se déroule à la cour d'assises de Mons en mai 1889, entendant faire toute la lumière sur les agissements des leaders du Parti socialiste républicain, une dissidence du Parti ouvrier belge, après la grève belge de 1886 et dans un contexte de manifestations sociales de plus en plus violentes. Les dirigeants du parti, au premier rang desquels leur président, Alfred Defuisseaux, sont considérés comme des fauteurs de troubles qui auraient porté atteinte à la Sûreté de l'État en fomentant une révolte populaire visant le renversement des institutions nationales. 27 prévenus sont mis en cause ; ils sont représentés par 19 avocats parmi lesquels des ténors du barreau. Le procès tourne au scandale lorsqu'il appert que le Parti socialiste républicain, au moment où les troubles surviennent, est noyauté par des agitateurs issus de la sûreté de l'État.

## Prologue
Alfred Defuisseaux revendique ouvertement son positionnement républicain dans un pays majoritairement monarchiste, dirigée par Léopold II, deuxième roi de Belgique. Il est également sensibilisé au libéralisme progressiste soucieux des classes laborieuses par son précepteur, Paul Janson. Diplômé de l'Université Libre de Bruxelles en 1868, il entame une carrière au barreau de Mons où il acquiert rapidement la réputation d'être l'avocat des ouvriers, se spécialisant dans les accidents des mines. Pour la première fois dans l'histoire du droit belge, il obtient que des dommages soient versés aux victimes dans le cadre d'accidents de travail. La bourgeoisie montoise se trouvant fort irritée qu'un des « leurs » se batte ainsi au côté des miséreux, il fait personnellement l'objet de procès dès 1874 et 1875 ; condamné dans les deux affaires, il quitte la Belgique et entreprend des voyages en Italie, en Roumanie avant de s'installer en France. Il revient en Belgique en 1884.

### Les émeutes de 1886

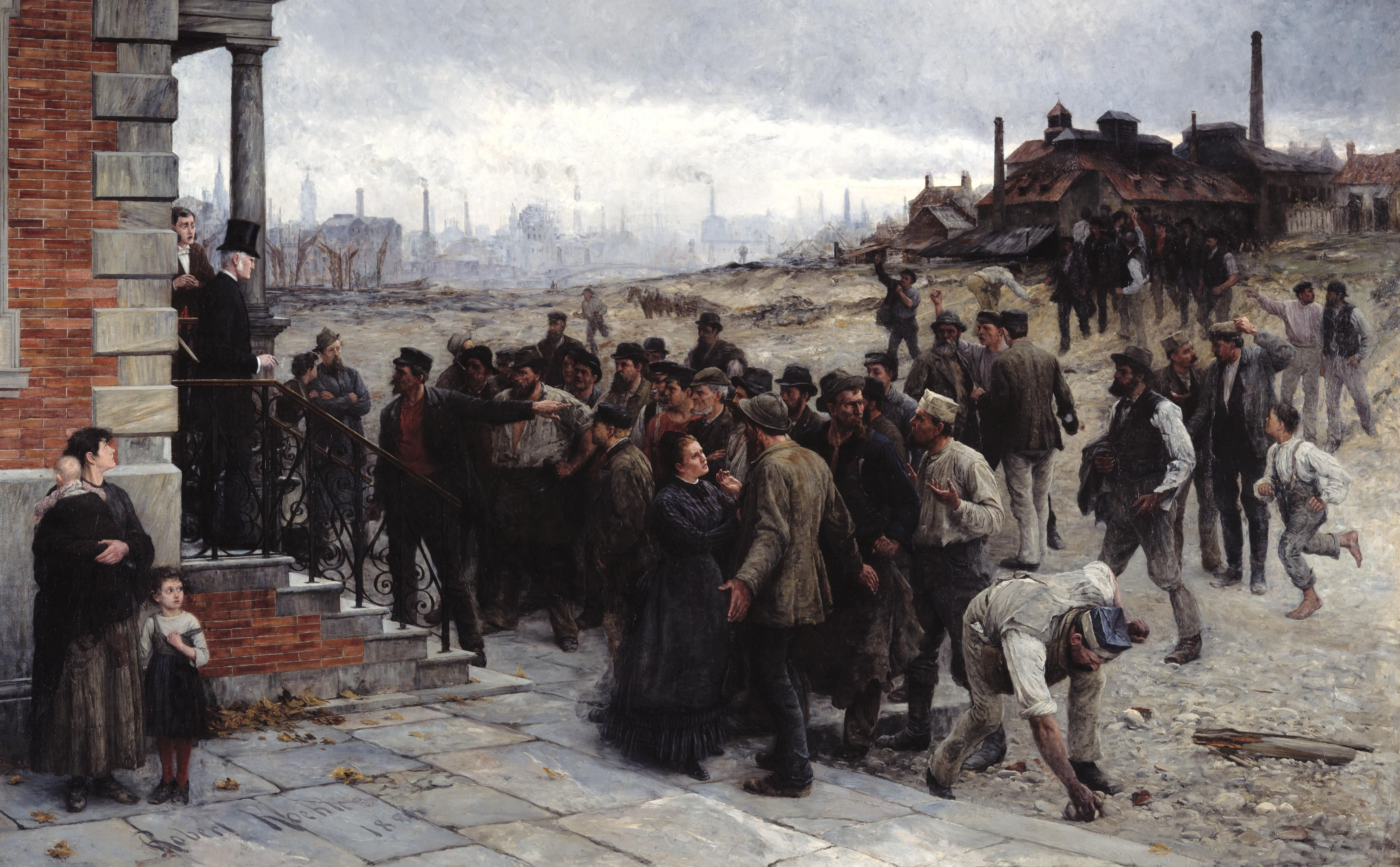
La Grève au pays de Charleroi (1886) de Robert Koehler.

Alfred Defuisseaux bénéficie alors d'une grande réputation au sein de la classe ouvrière. L'historien Jean Puissant écrit:

« Les frères Defuisseaux, les premiers grands bourgeois censitaires et peut-être les seuls en 1886 à avoir embrassé la cause du peuple, sont (...) en butte aux attaques de la presse conservatrice mais acquièrent, d'autre part, une popularité sans égale (...) »

Début 1886, Alfred Defuisseaux publie un pamphlet : Le Catéchisme du Peuple, un ouvrage politique commandité par le tout récent (1885) Parti ouvrier belge, invitant les masses laborieuses à sortir de l'esclavage et dépeignant une classe dirigeante qui tirait les bénéfices de leur misère. Le POB souhaite alors promouvoir le suffrage universel par une manifestation prévue vers le 13 juin 1886.
Le 25 mars 1886, une grève débute dans tout le Borinage, la région du Centre et le Pays de Charleroi. Les ouvriers carolorégiens font cependant plus que cesser le travail, puisqu'ils écument toute la région. Des bandes de mineurs et de verriers s'en prennent ainsi aux usines et investissent les propriétés détenues par le patronat. L'armée intervient, tirant sur les manifestants : on déplore 15 morts à Roux. La prison de Charleroi compte des prisonniers en grand nombre, qui ne tarderont pas à être jugés ; les peines seront d'une extrême sévérité, les jurys étant composés des hautes couches de la société.
La justice s'attaque aussi aux leaders socialistes : Defuisseaux est arrêté et jugé pour la responsabilité morale qu'il endosse à l'égard des événements survenus à l'occasion de cette grève. Le tribunal le condamne à deux fois 6 mois de détention. Avec l'aide de son camarade du POB Jean Volders, il parvient néanmoins à prendre la fuite en quittant le tribunal avant le prononcé de la sentence, et part pour un nouvel exil en France.

### Le parti socialiste républicain

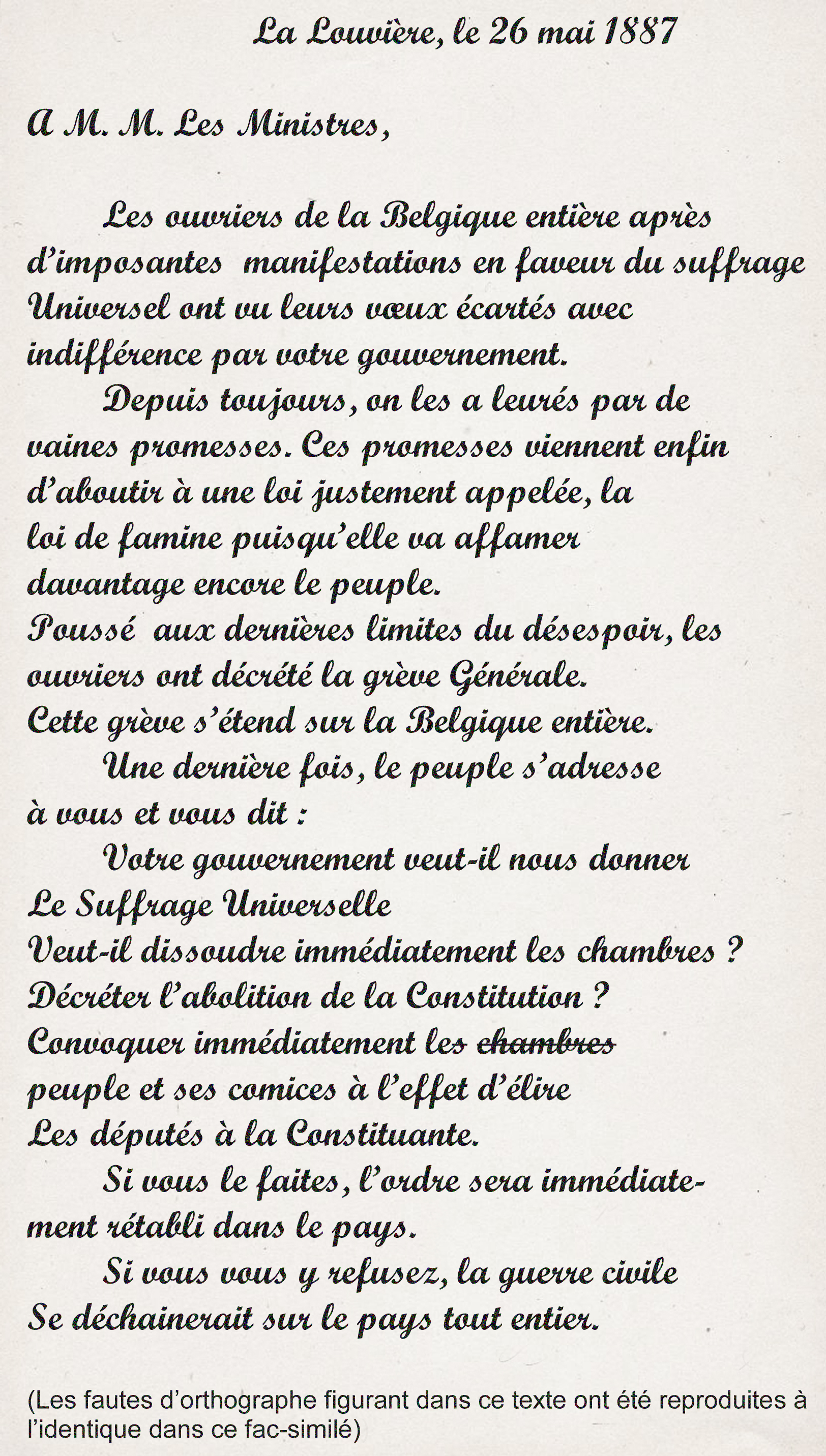
Ultimatum adressé au Gouvernement Beernaert rédigé par Alfred Defuisseaux le 26 mai 1887. Il est à noter qu'il n'en sera pas le signataire.

Le 6 février 1887 à Jolimont, lors du congrès des mineurs, Defuisseaux fait voter une grève générale pour obtenir le suffrage universel. Le POB, plus modéré, ne veut pas en entendre parler et annule le vote en faveur de la grève lors d'un conseil général du parti. En avril 1887, lors du congrès de Dampremy, Defuisseaux est définitivement désavoué et évincé du parti. Cela n'empêche pas un grève au mois de mai, dénoncée par le POB qui fustige les grévistes.
La grève se déclare dans le Hainaut et la province de Liège ; les 60 000 grévistes réclament le suffrage universel, ainsi que l'amnistie des condamnés de la grève de 1886. La grève de mai fait deux morts et plonge le pays dans une situation quasi insurrectionnelle. Alfred Defuisseaux menace le gouvernement belge de laisser déferler sur Bruxelles 500 000 ouvriers s'il ne se résout pas à dissoudre les chambres. Mais Defuisseaux est déjà à cette époque, entouré d'agents provocateurs qui savent flatter son ego et lui dépeindre une situation qui ne correspond pas aux faits. Le mouvement de grève finit par s'étouffer de lui-même.
Au congrès de Mons, les 14 et 15 août 1887, une cinquantaine de délégués du POB font sécession : le Parti socialiste républicain est créé, avec à sa tête Alfred Defuisseaux. La dissidence est désormais assumée.

## Faits et procès

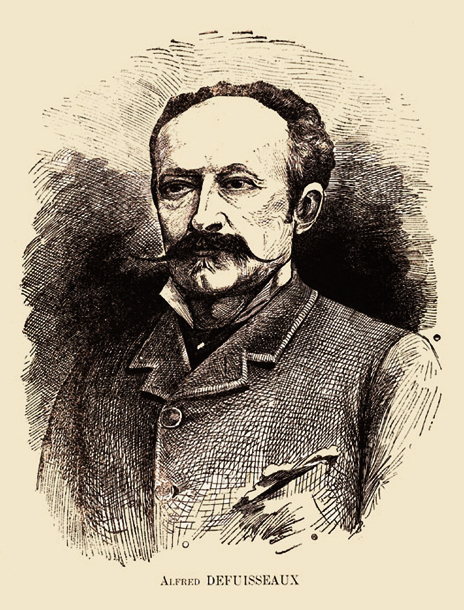
Alfred Defuisseaux

### Le «grand complot»
Defuisseaux étant toujours en France, ce sont son frère, Léon et son cousin Georges Defuisseaux qui sont dans les faits à la tête du nouveau parti. Le 2 décembre 1888, Jean Laloi préside le congrès de Châtelet. Une nouvelle grève est préparée dans le plus grand secret par Georges Defuisseaux. Des meetings noirs sont organisés dans la région du Centre et du Borinage. La grève est presque insurrectionnelle, les manifestants faisant sauter des bâtons de dynamite dans les rues et se rendant coupables de multiples exactions. Toutefois, c'est plutôt un échec, le nombre de grévistes baissant rapidement la deuxième semaine.

### Instruction
Les principaux dirigeant du PSR sont alors arrêtés, et une instruction démarre fin décembre. Dans l'attente du procès, la chambre du conseil statue en faveur du maintien des prévenus en détention préventive. Le 21 janvier 1889, l'instruction connait un important rebondissement lorsque Paul Notelteirs, directeur de la Sûreté publique, déclare au juge que Jean Laloi est un agent de la Sûreté de l'État, qui a infiltré le PSR depuis plus d'un an. Il n'était pas le seul agent dans la place : le véritable "père du grand complot" est Léonard Pourbaix, autre membre de la Sûreté, entré à son service en 1887. Ce dernier est directement en contact avec le ministre Auguste Beernaert, suspecté d'avoir ourdi le soulèvement populaire en vue de mieux le réprimer. Ces agents infiltrés, agissant en provocateurs, ont pour but de faire tomber la tête du PSR en le lançant dans des actions inconsidérées. Pour ce faire, ils ont poussé à accentuer le caractère insurrectionnel des grèves, la détermination des travailleurs et l'ascendance qu'Alfred Defuisseaux pense exercer sur les ouvriers, trouvant ainsi à nourrir la vanité de cet homme naïf et imbu de lui-même. Arrêté, Pourbaix, bien qu'ayant reconnu sa participation à plusieurs actions illicites, est relâché et comparait lors de l'instruction en tant que témoin.

### Déroulement du procès
Le procès débute le 6 mai 1889 devant les assises de Mons et dure trois semaines. La présidence est assurée par le conseiller Pécher, accompagné du vice-président Dolez, du juge Leurquin et de l'avocat général Janssens. Les 27 prévenus, tous issus du PSR, sont défendus par 19 avocats dont Paul Janson (pour Georges Defuisseaux), Jules Destrée, Edmond Picard, Eugène Robert, Adolphe Englebienne, Fulgence Masson, Georges Heupgen (nl), Fernand Mosselman, Frédéric Ninauve et Jules de Burlet. Quatre prévenus sont absents.
Lors du procès, il apparait clairement que c'est Jean Laloi qui a mis sur pied le congrès de Châtelet, et que c'est Léonard Pourbaix qui a orchestré les échauffourées et fourni les armes et les explosifs. Le procès tourne alors nettement en faveur des accusés. Le 10 mai 1889, Gauthier de Rasse, le chef de la sûreté est entendu. Le 20, c'est le tour de Léonard Pourbaix qui tout d'abord arrêté, comparait libre et en qualité de témoin. Paul Janson l'attaque, ce à quoi Pourbaix répond en hurlant des menaces.
L'usage des explosifs pour commettre des attentats est le centre de l'argumentation de complot pour l'accusation. Après les récits des différents témoins, pour la défense, cette argumentation n'existe plus : Janson affirme que Pourbaix est le principal, voire unique auteur des attentats, et demande l'acquittement des prévenus. Edmond Picard, qui plaide à sa suite, déclare : « Le complot n'est que dans l'imagination du Ministère public ». Les plaidoyers sont grandiloquents si bien que les 17 autres avocats n'interviennent que peu ou pas du tout, tout ayant déjà été dit par d'excellents tribuns.
Le 25 mai 1889, l'ensemble des prévenus, à l'exception de Jean Laloi et de Louis André (deux agents de la Sûreté), sont acquittés, ce qui déclenche une liesse populaire dans le Borinage. Léonard Pourbaix est jugé quelques mois après, et condamné à deux années de détention.

## Répercussions
L'acquittement est suivi de scènes de liesse dans le Borinage. Toutefois, le procès a également mis en lumière l'impréparation du PSR, la légèreté et la naïveté de ses responsables. Aussi les membres du PSR rejoignent rapidement les rangs du POB, qui les y a appelé. Cette affaire a également une influence sur l'élection de Paul Janson à Bruxelles en 1890.
Du côté de l'accusation, le ministre Auguste Beernaert, qui doit se justifier devant la chambre, limoge immédiatement Adolphe Gautier de Rasse, le directeur de la Sûreté qui a renseigné l'opposition. La dotation de la sûreté de l'État et ses effectifs sont revus à la baisse pour de nombreuses années.